# ファビアン・カンチェラーラ
ファビアン・カンチェラーラ（Fabian Cancellara、1981年3月18日 - ）はスイス・ベルン出身の元プロ自転車ロードレース選手。「カンチェッラーラ」「カンチェララ」「カンセララ」等と表記されることもある。2001年にマペイ・クイックステップでプロデビュー。
一定距離を単独走行してタイムを競うタイムトライアル競技では「異次元」としばしば形容され 圧倒的な強さを発揮し、世界選手権個人タイムトライアルでは2006年～2007年と2009年～2010年の2度の2連覇、オリンピック個人タイムトライアル金メダル2回（2008年北京、2016年リオ・デ・ジャネイロ）、ツール・ド・フランス個人タイムトライアル7勝などを達成した。タイムトライアルスペシャリストだが、その独走力を利用してモニュメントレースでも合計7勝した。

## 経歴

### アマチュア時代
1998年・1999年世界選手権ジュニア・タイムトライアル2連覇を達成している。

### マペイ・クイックステップ時代
2000年9月よりマペイ・クイックステップ
にトレーニー契約で入団した。同期入団にマイケル・ロジャースやフィリッポ・ポッツァート、ルカ・パオリーニ (ロジャースはトレーニー契約、ポッツァートとパオリーニは本契約) がいる。
契約後に開催された世界選手権U-23・タイムトライアルで2位。この時の1位は翌年からチームメイトとなるエフゲニー・ペトロフだった。
2001年にマペイと本契約を結びプロに転向。同じタイミングでマペイと本契約を結んでプロに転向した選手には先述のロジャースやペトロフの他にダニエレ・ベンナーティやベルンハルト・アイゼルらがいる。
2002年は7月末までマペイのサテライトチームに所属していたが、8月からはトップチームに復帰した。復帰後に開催されたスイス選手権男子エリートの個人タイムトライアルで優勝した。

### ファッサボルトロ時代
2003年にファッサボルトロに移籍してからは、アレサンドロ・ペタッキのアシストとして注目を浴びるとともに、自身も2003年にツール・ド・ロマンディやツール・ド・スイスのプロローグを制するなどタイムトライアルの実力に磨きをかけていく。
2004年は再びスイス選手権のタイムトライアルで優勝したほか、ツール・ド・フランスプロローグの個人タイムトライアルでランス・アームストロングに2秒差をつけて勝利。グランツールでも初のステージ優勝を果たす。
2005年は、スイス選手権のタイムトライアルを連覇したほか、世界選手権の個人タイムトライアルでも3位に入った。

### 2006・2007年：世界選手権ITT連覇、モニュメントレース初勝利
2006年にチームCSCへ移籍。パリ〜ルーベを制してクラシック（モニュメント）での初勝利を達成したほか、ティレーノ～アドリアティコやカタルーニャ一周の個人タイムトライアルステージでも優勝し、スイス選手権のタイムトライアルでは3連覇を達成。さらに同年の世界選手権では個人タイムトライアルで優勝し、念願の世界王者となった。
2007年にはツール・ド・フランスのプロローグの個人タイムトライアルで圧勝し、マイヨ・ジョーヌに袖を通し、第3ステージではゴールまで1kmの地点で集団から飛び出し、自慢の独走力を生かしてステージ優勝をもぎ取るなどして、第6ステージまでマイヨ・ジョーヌを守り、レース序盤の主役となった。また、スイス選手権のタイムトライアルでは4連覇を達成。世界選手権の個人タイムトライアルでも2位のラスロ・ボドロギに52秒以上のタイム差をつけて圧勝し、マイケル・ロジャースに次ぐ、史上2人目の連覇を達成した。

### 2008年：北京オリンピックITT優勝、モニュメント2勝目
2008年は所属チームからメインスポンサーCSCの撤退が決定する中でのシーズン入りとなったが、いきなりティレーノ～アドリアティコ総合優勝、モニュメントレースであるミラノ～サンレモ優勝とビッグレースを連勝し、ツール・ド・フランスではジャージに13番のゼッケンを天地逆に貼って登場。2ステージ設けられた得意のタイムトライアルステージでは、いずれもステファン・シューマッハーの後塵を拝した（シューマッハーは同レースでのEPOによるドーピングが発覚したため、成績は抹消された）ものの、アシストとして同僚であるカルロス・サストレの個人総合優勝とチーム優勝に大きく貢献。8月に行われた北京オリンピックでは、ロードレースで銀メダル、個人タイムトライアルで金メダルを獲得する活躍を見せた。しかし、その後は調子を落とし、世界選手権は病気の為に欠場した。

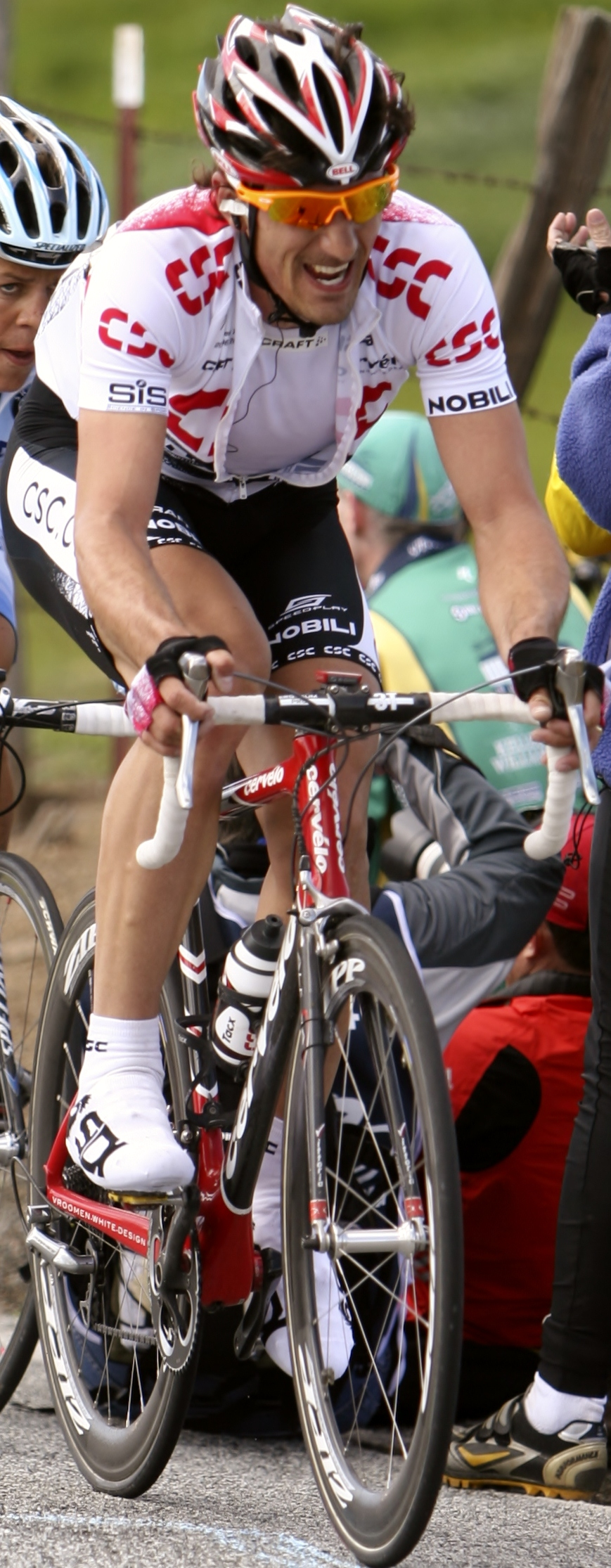

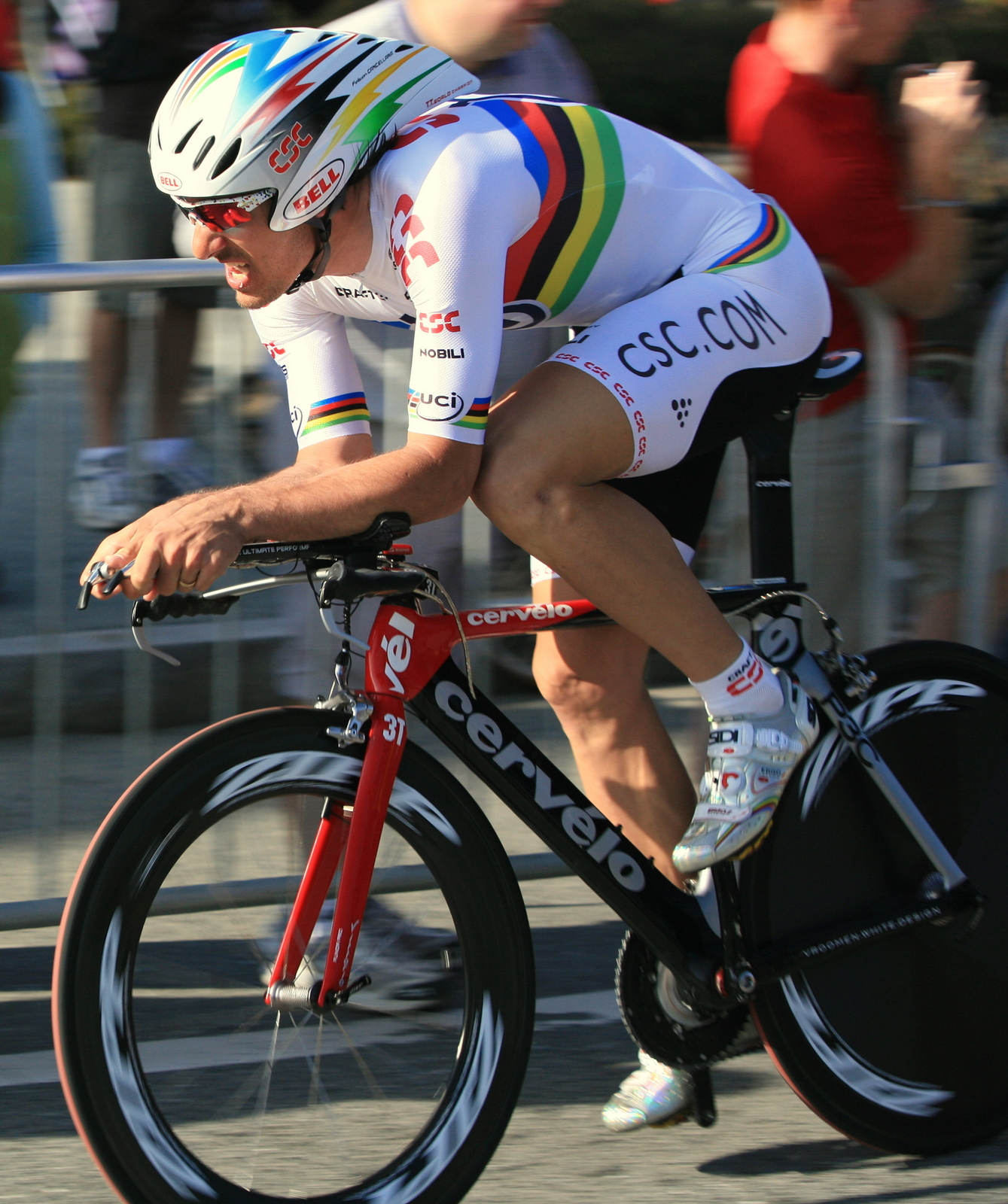

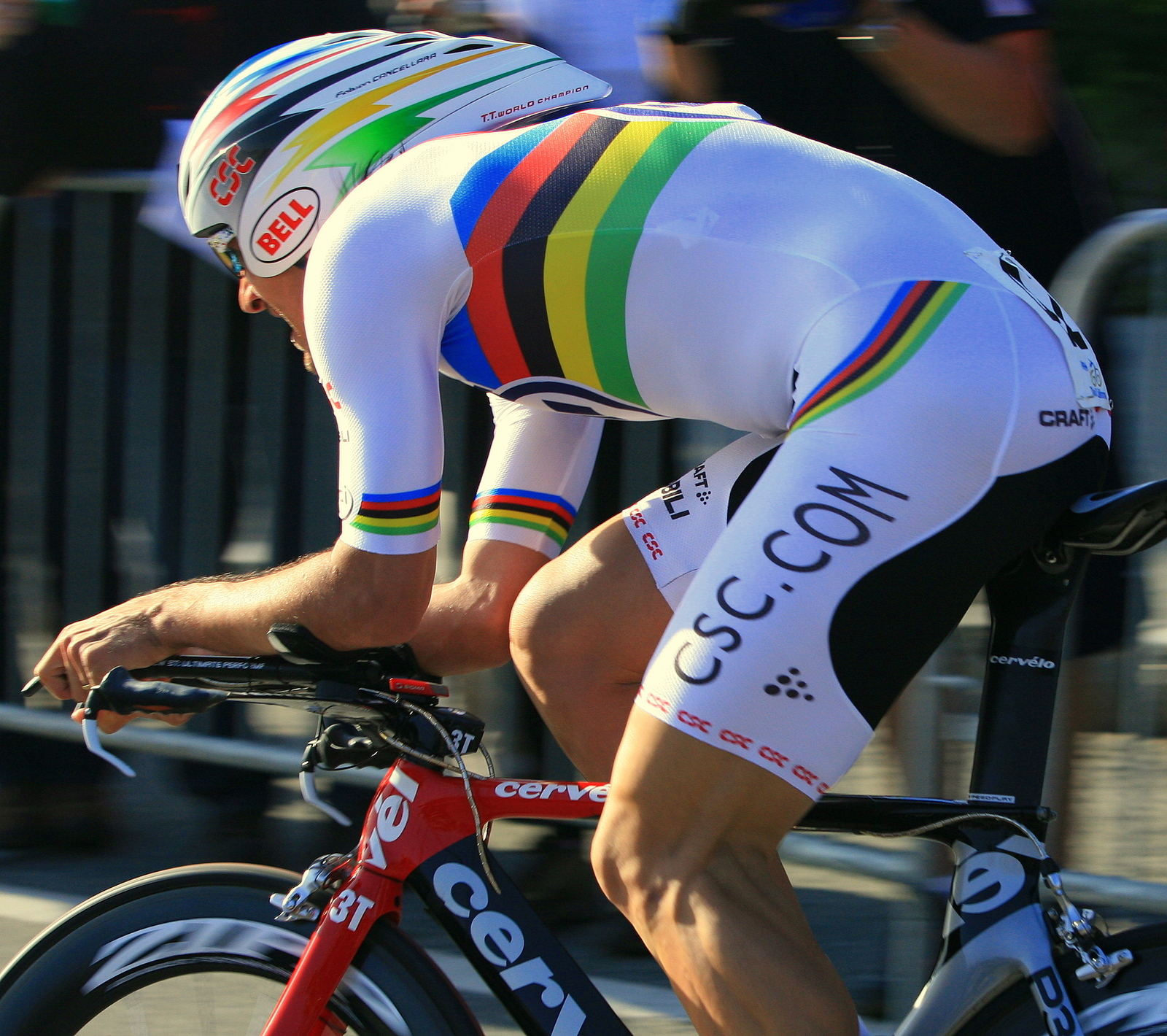

### 2009年：ツール・ド・スイス制覇と世界選手権3度目の制覇
2009年は前年後半からの不調が続き、春先のクラシックでも目立った成績を残せず、ジロ・デ・イタリアも途中で棄権してしまったが、ツール・ド・スイスの第1ステージTTで2位のロマン・クルイジガーに19秒差を付けて圧勝。そのまま第4ステージの超級山岳コースまでリーダージャージを保持した。山岳ステージではタデイ・ヴァリャヴェツにリーダージャージを奪われたが、フランク・シュレクやアンディ・シュレクなどサクソバンクのチームメイトの強力なアシストを受けてタイム差を最小限に保ったまま山岳をこなし、最終日の個人タイムトライアルでは2分前にスタートしたクルイジガーを途中で抜き去る圧倒的な走りで一気にヴァリャヴェツを逆転。最後はペダリングを止めて拳を突き上げ勝利をアピールしながらゴールインして、ステージ優勝とともに総合優勝を決めた。
この直後の6月28日に行われた国内選手権ロードレースも制したカンチェラーラは、ツール・ド・フランスの第1ステージ個人タイムトライアルでも2位のアルベルト・コンタドールに18秒の差を付けて圧勝、第6ステージまでマイヨ・ジョーヌを着用した。更にブエルタ・ア・エスパーニャでも第1ステージおよび第7ステージの個人TTをいずれも圧勝。序盤戦のマイヨ・オロ（リーダージャージ）をほぼ独占したが、地元スイスで行われる世界選手権に備えるため第13ステージ終了後リタイアした。
その世界選手権の個人TTでは序盤から圧倒的なタイムを刻み、一人前にスタートして最終的に2位となるグスタヴ・ラーションはおろか、二人前にスタートしていたブラッドリー・ウィギンズ、さらに四人前にスタートしたセバスティアン・ロスレルまでも抜き去る（三人前のトニー・マルティンはその前にロスレルを抜いており、カンチェラーラに抜かれないままゴールして3位に入っているが、それでもカンチェラーラに30秒後方まで迫られている）異次元の走りを披露。最後は全力走行を止め、観客の声援に応え両手を突き上げてゴールしたが、それでも2位のラーションに1分27秒の大差をつけ2年ぶり3回目の世界王者に輝いた。

### 2010年：モニュメントレース連勝&世界選ITT史上最多優勝
2010年3月、E3プライス・フラーンデレンでトム・ボーネンを最後の1kmで置き去りにして優勝。4月に入った翌週に行われたモニュメントレースであるロンド・ファン・フラーンデレンでも、最後の40キロ地点直前でトム・ボーネンとともに抜けだし一騎討ち状態となったが、カペルミュールの上りで瞬時にボーネンに20秒近い差を付けて独走。スイス国旗を掲げながらのゴールで初優勝を飾った。翌週行われたパリ〜ルーベでも絶好調状態を維持、残り50kmでボーネンが追走集団の後方に下がった隙を突いて一気に単独アタックを仕掛け、直後のモンス＝アン＝ペヴェル で先頭集団に追い付くとそのまま抜き去り、ただ一人食らいついたビェルン・ルクマンスもわずか数kmで振り切り、そこから46.3kmという長距離独走を敢行、一時は2位に3分以上の差を付け、ゴール直前は完全にペースを落としてクルージング状態になりながらも最終的に2位になったトル・フースホフトに2分差を付けるという圧勝でモニュメントレース4勝目を飾った。あまりの強さに電動アシスト疑惑騒動まで発生した（後述）。
ツール・ド・フランスではいずれも個人タイムトライアルの区間となる、プロローグと第19ステージを制覇。全6ステージ（プロローグ～第1、第3～第6）で総合首位を経験。
9月30日に行われた、世界選手権・ITTにおいて、2位のデヴィッド・ミラーに1分02秒の差をつける圧勝。同大会同種目史上最多の4回目の優勝を果たした。

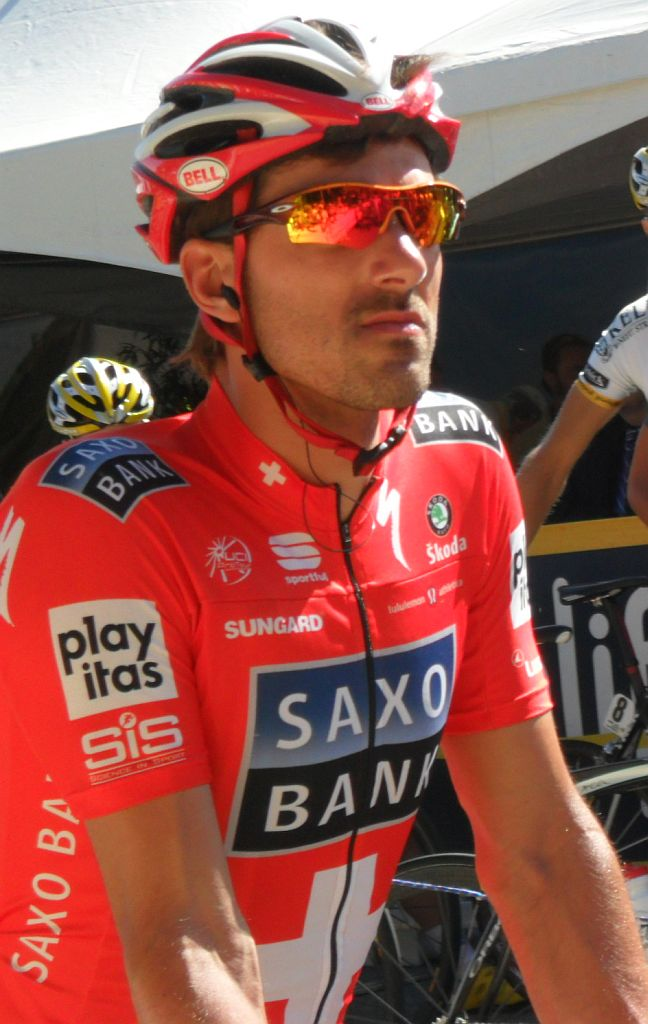

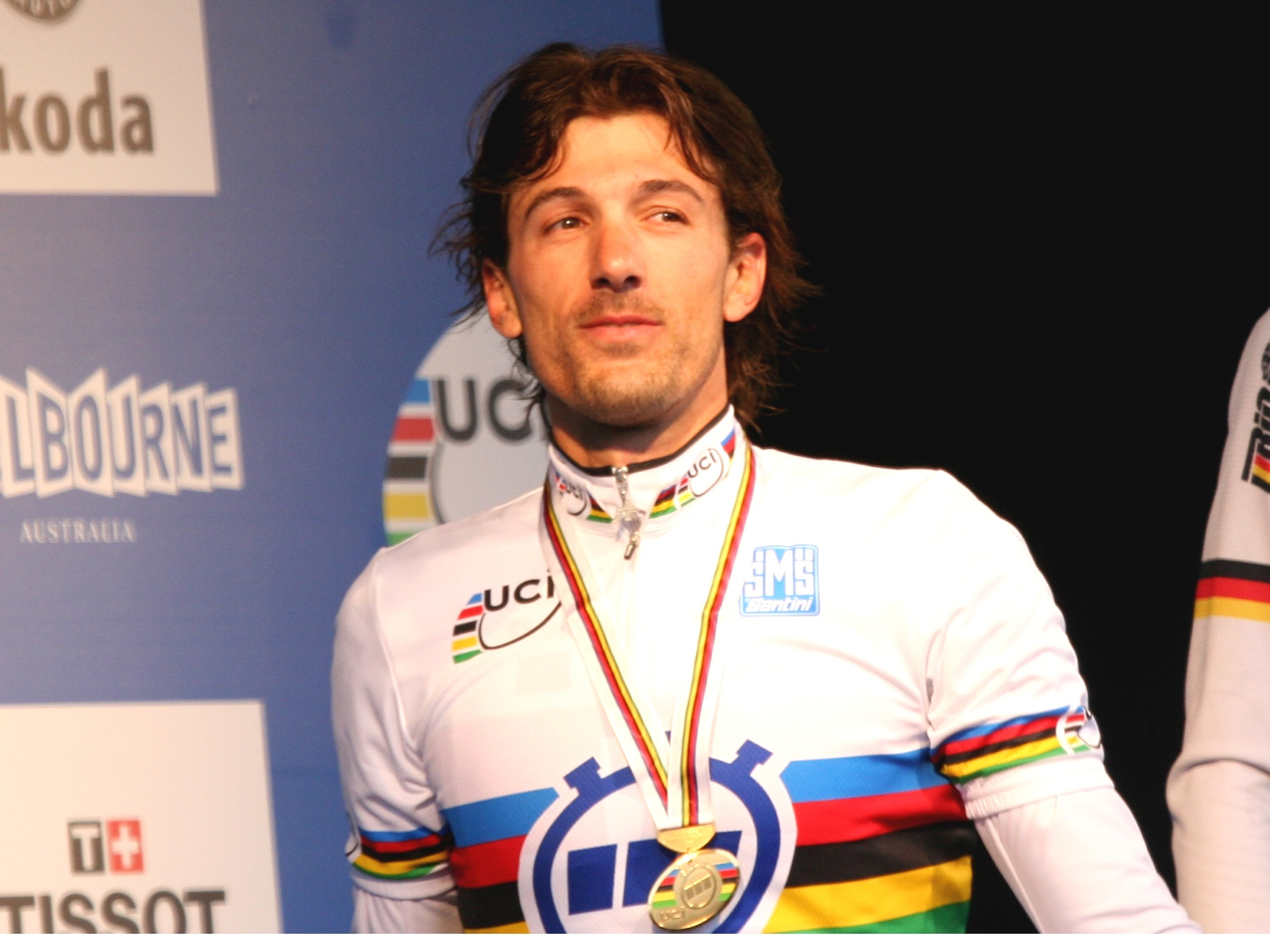

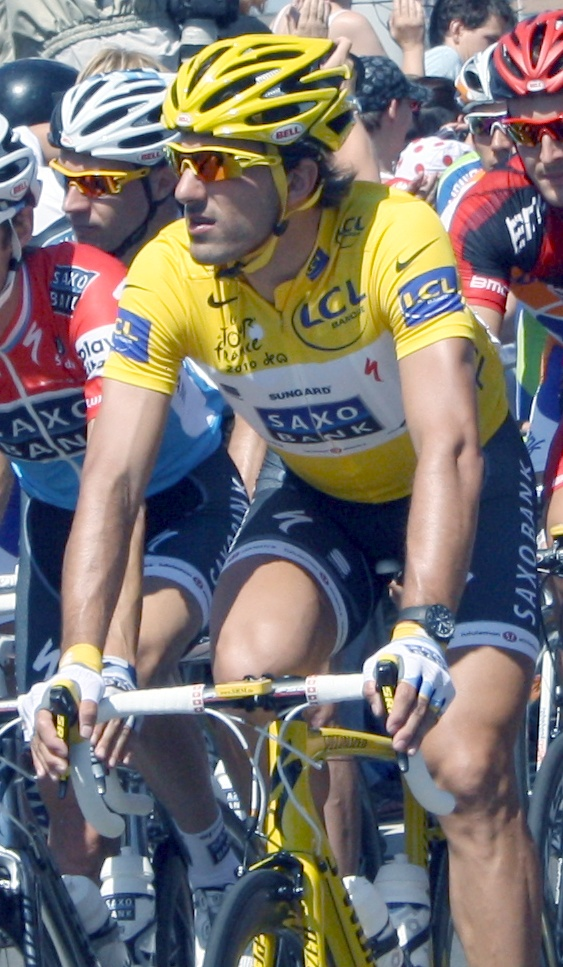
ツール・ド・フランス総合首位

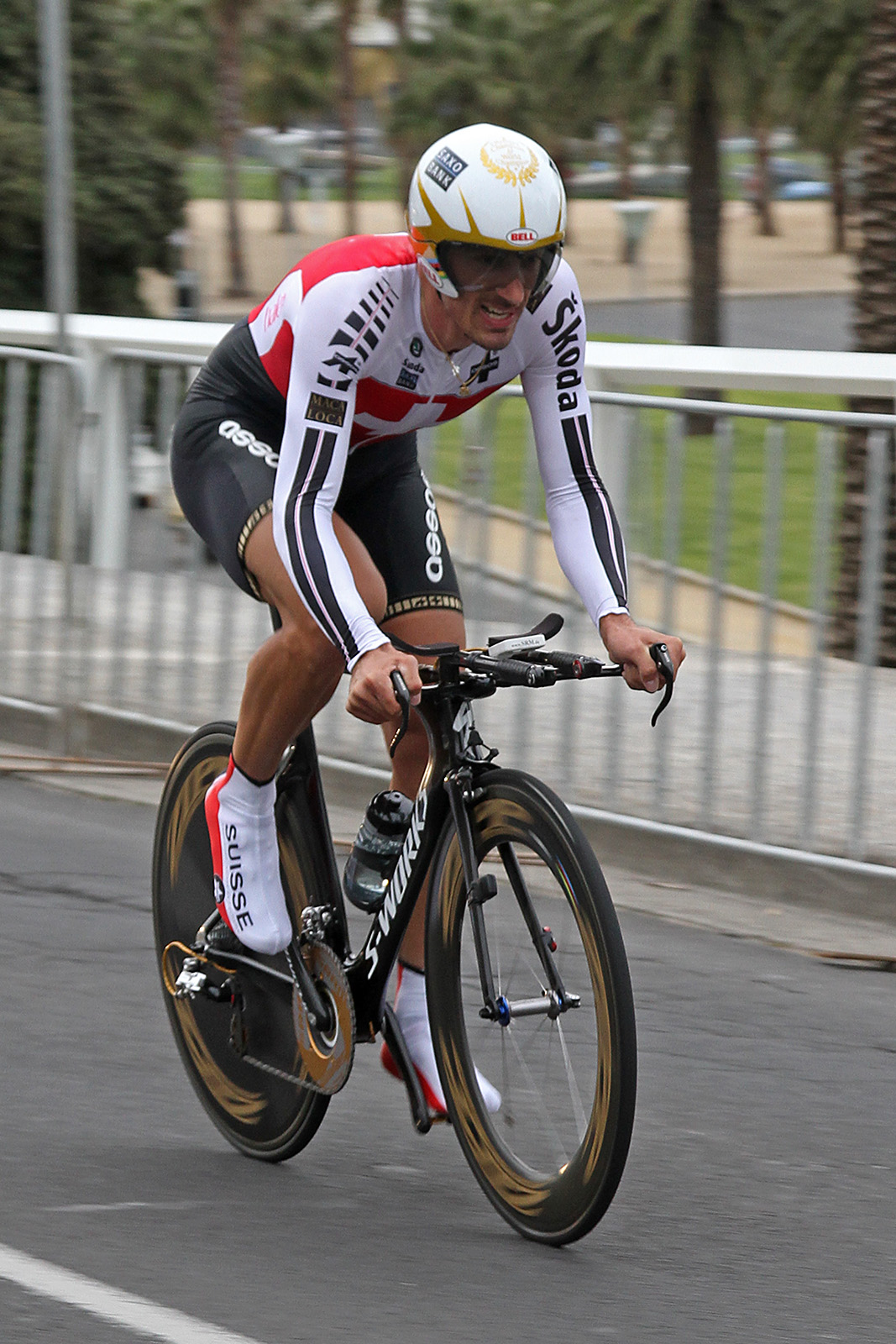

### 2011年シーズン
- 2011年、チーム・レオパード・トレックに移籍。
- ティレーノ〜アドリアティコ 区間1勝 (第7=ITT)
- ミラノ〜サンレモ 2位
- E3プライス・フラーンデレンでは、残り17Kmで小集団から抜け出して独走態勢に。後続集団に1分の差をつける圧勝劇で連覇を飾った[11]。
- ロンド・ファン・フラーンデレン 3位
  - E3プライス・フラーンデレンで圧倒的な力と好調を見せつけたので他チームからカンチェラーラ包囲網を敷かれる。アシストに難があるものの、残り38㎞地点から有力勢の集団からアタック、逃げていたシルヴァン・シャヴァネルに単独で追いつくが、シャヴァネルはチームリーダーのボーネンを待つためにチームオーダーで付き位置へ。激しいパヴェでSRMのメーターやボトルを落とし、他チームにボトルを要求するが受け取れず、Shimanoカーにボトルを受け取る場面も。一時は1分以上の差がついたがBMCレーシングの強力な牽引、補給ミスもあってか、去年トム・ボーネンを引き離したカペルミュール手前で痙攣、有力勢に追いつかれてしまう。ボスベルグで集団から千切れてしまうが、なんとか追いつき残り4㎞地点で再びアタック。シャヴァネルとニック・ナイエンスにチェックされ、そのままゴールスプリントに持ち込まれ、発射台にされる形で3位ゴール。
- パリ〜ルーベ2011 2位
  - ロンド・ファン・フラーンデレンにて包囲網を敷かれた中でポディウムに乗る実力を見せつけた影響で、ロンド・ファン・フラーンデレン以上の包囲網を敷かれてしまう。その上アシストが脆弱なところを突かれ、早い段階でアシストを消耗させられる。且つ逃げ集団にはライバルチームの選手がいるため、集団を牽かされることに。ライバル選手やチームカーに話しかけるが、自分で逃げ集団を追いかけることになる。カルフール・ド・ランブルでアタックを仕掛けるがカメラバイクに塞がれて決まらない。残り5㎞地点で再びアタック。先頭とは50秒の差があったが、先頭から千切れた選手を抜かしつつ全力で追走。勝者のヨハン・ファンスーメレンに追い付くことはできなかったものの19秒まで差を詰め、グレゴリー・ラストとマールテン・チャリンヒーの3人によるスプリントでは先頭ゴールし2位。

ミラノ～サンレモ、ロンド・ファン・フラーンデレン、パリ～ルーベで勝つことはできなかったが、カンチェラーラらしく力を魅せたレースだった。
- ツール・ド・スイス 区間2勝 (第1、9=ITT)
- 国内選手権・個人ロード 優勝
- 世界選手権
  - ITTでは3位に終わり、同大会同種目の出場機会連続優勝記録が途絶えた。
  - 個人ロードレース 4位
- UCIワールドツアー 個人総合13位

### 2012年シーズン
- ストラーデ・ビアンケ 優勝
- ティレーノ〜アドリアティコ 区間1勝 (第7＝ITT)
- ミラノ〜サンレモ 2位
- ロンド・ファン・フラーンデレンに出場したが、残り約63㎞地点で落車し、鎖骨を骨折した[12]。
- 国内選手権・個人タイムトライアル (ITT) 優勝
- ツール・ド・フランス
  - 区間1勝 (プロローグ=ITT)
  - 総合首位 (プロローグ〜第6)
- ロンドン五輪・ITT 7位

### 2013年：再びモニュメントレース連勝
- ミラノ〜サンレモ 3位
- E3・ハレルベーク 優勝
  - 残り35km地点のオウデ・クワレモントでアタックすると誰も追走できず、このまま独走勝利。
- ロンド・ファン・フラーンデレン 優勝
  - 冬の故障とヘント～ウェヴェルヘムの落車で不調ではあるものの、それでも優勝候補のトム・ボーネンが早々に落車リタイヤ。その影響もあってか、レースは淡々と進む。終盤にステイン・デヴォルデルの必死な牽引もあり徐々にプロトンも絞られていく中、E3と同じく3回目のオウデ・クワレモントでカンチェラーラがアタック。ついていけたのはヘント～ウェヴェルヘムを勝った怪童ピーター・サガンのみ。2人は先行していたユルゲン・ルーランツに追いつき、最後の激坂パヴェの3回目パーテルベルグへ突入。最大勾配20％を超える石畳だが、360mと距離が短いため何も起きずゴールへもつれるかと思いきや、カンチェラーラが再度アタック。長い距離を逃げていたルーランツが早々に千切れ、サガンが食い下がるも頂上付近で大きく離される。最終的に1分27秒差をつけて独走勝利。チームメイトが要所要所で集団牽引し、一昨年のチーム力とは異なる展開で去年の雪辱を果たす結果となった。
- パリ〜ルーベ 優勝
  - ボーネンやサガンが未出走のため優勝の本命とされ、他チームからマークされる。終盤で他チームのエース格がアタックする中で取り残されても前方を追おうとせず、トラブルを抱えているかと思いきやアタック。付き位置の選手を千切って単独で前方集団へ合流。更にアタックし、先頭集団に追いつく。カルフール・ド・ランブルでステイン・ファンデンベルフと ズデネク・シュティバルが観客と接触し先頭から脱落。残ったセプ・ファンマルクを千切るべくアタックを繰り返すが引き離せず、ヴェロドームでスプリント対決となった。先にスプリントを開始したファンマルクの番手を取り、最後のストレートで外側から差して勝利した。同年のロンド・ファン・フラーンデレンとパリ～ルーベ2連勝を2回（2010、2013）はトム･ボーネン（2005、2012）と並び、史上2人目となった。

### 2014年：モニュメントレース7勝目
- ミラノ〜サンレモ 2位
- E3・ハレルベーク 9位
- ロンド・ファン・フラーンデレンでは4名でのスプリント勝負を制して連覇を達成。

### 2015年シーズン
- ツアー・オブ・オマーン 第2ステージ優勝
- ツール・ド・フランス
  - 第2ステージでマイヨ・ジョーヌ獲得も、第3ステージで落車に巻き込まれ脊椎骨横突起を骨折。ステージ終了後リタイア。

### 2016年：オリンピックITT優勝、そして引退
- ストラーデ・ビアンケ 優勝
- E3・ハレルベーク 4位
- ヘント〜ウェヴェルヘム 4位
- ロンド・ファン・フラーンデレンでは、前を走る世界チャンピオン、ペーター・サガンをセップ・ファンマルケとともに追うがサガンには届かず、2位に終わった。
- リオ・デ・ジャネイロ・オリンピック
  -  個人タイムトライアル 金メダル
- ジャパンカップサイクルロードレース・クリテリウムを最終レースとし、引退した。

引退後は解説者として専門誌にコラムを寄稿している。
2022年にスイス籍のUCIプロ・チーム、チューダー・プロサイクリングチームを創設し、マネージャーを務めている。

## 人物

### レーススタイル
競技の面で目標としている選手はミゲル・インドゥライン だった。
ステージレースでは、得意のタイムトライアルで積極的な走りを見せるほか、平地でチームエースの強力な牽引役として活躍することが多かった。単独走行での素晴らしい高速巡航能力を生かし、ゴールスプリントが発生する直前にアタックを仕掛けて独走で逃げ切るという戦法（J SPORTSの中継では主に「個人タイムトライアルモード」などと呼ばれている） も得意としており、ツール・ド・フランスやツール・ド・スイスでもこの戦法を駆使してステージ勝利を幾つかものにした。

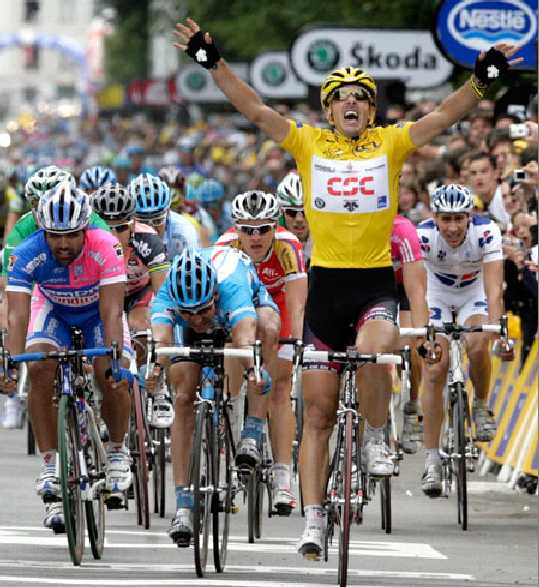

かつて、山岳コースの上りをこなせるようになればグランツールでの総合優勝も狙える逸材と、市川雅敏がツール・ド・フランス2007中継の解説で評していたが、翌年のツール・ド・スイス解説では「筋肉が付きすぎ（で重いため山岳の上りをこなせない）」として前言を撤回している。栗村修は2009年のツール・ド・スイス中継の解説において、体重を落とせば（筋肉量を減らせば）新たな（グランツールでの総合優勝も狙える）カンチェラーラを見られるかもしれない、と評したが、その2009年のツール・ド・スイスでは、山岳ステージにおいてもメイン集団から脱落せずにゴールする登坂力を新たに示して総合優勝を遂げた。カンチェラーラ本人も、将来的にはグランツールの総合優勝を狙いたいと発言していた。
その走りの強さの背景としては、単に高い出力を連続して出せるだけではなく、コーナリングの技術も群を抜いて高かった事が指摘されていた。

### プライベート
ステファニー夫人との間に娘のジュリアナがいる。愛車はアウディQ7。好物はイタリア料理と赤ワイン、そしてロードレース選手らしく「水」。オフにはマウンテンバイクとスノーボードを楽しむ。

## エピソード
- 2006年のパリ〜ルーベでは、ゴール20km手前からウラジミール・グセフのアタックを追走して2人の逃げ集団を形成し、さらにそこから抜群の独走力を生かして加速。同じくタイムトライアルを得意とするグセフですらついて行くことができないほどのスピードで逃げ続け、追走集団が途中、踏切の遮断機にさえぎられて、一度止まってしまったことも幸いし、ゴールまで独走を決めるという、いかにもカンチェラーラらしい勝利だった。
- 2007年のツール・ド・フランスではクランクセットに何故かFSA社の上級グレードであるSL-K（中空のカーボン製クランク）でなく、中級グレードであるゴッサマー（アルミ製クランク）を敢えて使用していた（使用開始は春のクラシックシーズンから）。理由としては本人のパワーにカーボンが耐えきれなかったとも、アルミのダイレクト感を求めた（この年はカーボンパーツが流行する中、本人はハンドルとステムもアルミだった）言われるが真相は不明。メカ担当のアレハンドロ・トラルボーは理由について「彼が強い男だから」と答えており、パワーに耐えられなかった説が有力[18][19]。問題のパワーは、2010年のロンド・ファン・フラーンデレンでアタックを仕掛けた際、パワーメーターは1450Wを記録していた[20]。
- 2008年のロンド・ファン・フラーンデレンでは、ヘルメットの左側にマジックペンで「Spartacus」と書いていたため、これがあだ名として定着した。
- NHKが2007年、2008年にツール・ド・フランスのハイライトを放送した際、ファビアン・カンセララとフランス語読みで報じた。これに対し、J SPORTSではイタリア系の名前であると判断し、イタリア語読みをより正確に反映させたファビアン・カンチェッラーラとしている（フジテレビの放送ではカンチェラーラとしていた）。
- 2004年のツールプロローグを制したときはインタビューで涙した。
- 2010年のロンド・ファン・フラーンデレンや同年のパリ〜ルーベでの圧倒的な強さに対して電動モーター付き自転車を使用しているという疑惑がつき、インターネット上には検証映像（加速する前にボタンを押しているような仕草があるとしている）までアップロードされた 。これに対して当時自転車を供給していたスペシャライズドが、コロラドで行われた展示会に巨大な乾電池型バッテリーを装着したバイクを出展するというジョークで応えるなど 、関係者もカンチェラーラが活躍するたびにこの騒動をネタとして楽しんでいた節もあった [21]。
- 2012年のツール・ド・フランス2012でマイヨ・ジョーヌ着用日数が27日間となり、総合優勝未経験者のマイヨ・ジョーヌ着用日数記録を達成した [22] 最終的に記録は29日間まで伸ばした。
- 永久追放処分が決まったランス・アームストロングとヨハン・ブリュイネールについて厳しく批判。特にアームストロングについては、『奴（アームストロング）は売人そのものだ！』、『奴が「最後のモヒカン族」であることを祈っている』と言明した[23]。

## 主な戦績
プロ通算で88勝を記録しており、その内個人TTとプロローグで挙げた勝利は57にのぼる。また、2002年にプロ初勝利を挙げて以降、引退年まで毎年勝利を挙げている。

### グランツール
- ツール・ド・フランス 通算8勝
  - 2004年1勝（プロローグ）
  - 2007年2勝（プロローグ、第3）
  - 2008年1勝（第20ITT）
  - 2009年1勝（第1ITT）
  - 2010年2勝（プロローグ、第19ITT）
  - 2012年1勝（プロローグ）
- ブエルタ・ア・エスパーニャ　通算3勝（うち1勝はチームタイムトライアル）
  - 2009年2勝（プロローグ、第7ITT）
  - 2011年1勝（第1TTT）

グランツールはキャリアで21度出場しているが完走は7度のみ、2011年のツール以降は9レース連続で途中棄権しており一度も完走することなく引退した。

### ステージレース
- 2003年 ツール・ド・ロマンディ1勝、ツール・ド・スイス1勝
- 2006年 ティレーノ～アドリアティコ1勝、カタルーニャ一周1勝
- 2007年ツール・ド・スイス2勝
- 2008年ティレーノ～アドリアティコ総合優勝・ステージ1勝、ツール・ド・スイス2勝
- 2009年ツール・ド・スイス総合優勝・ポイント賞・ステージ2勝
- 2010年ツール・ド・スイス1勝
- 2011年ティレーノ〜アドリアティコ1勝、ツール・ド・スイス区間2勝、ツール・ド・ルクセンブルク1勝
- 2012年ティレーノ〜アドリアティコ1勝

### ワンデイレース
- 世界選手権 エリート男子・個人タイムトライアル優勝（2006年、2007年、2009年、2010年）
- スイス選手権 個人タイムトライアル優勝（2002年、2004年、2005年、2006年、2007年、2008年、2012年）
- スイス選手権 ロードレース優勝（2009年、2011年）
- ロンド・ファン・フラーンデレン優勝 (2010年、2013年、2014年）
- パリ〜ルーベ優勝 （2006年、2010年、2013年）
- ストラーデ・ビアンケ優勝（2008年、2012年、2016年）
- E3・ハレルベーク優勝（2010年、2011年、2013年）
- 2008年 ミラノ〜サンレモ優勝
- 2008年北京オリンピック個人タイムトライアル優勝、ロードレース3位
- 2016年リオデジャネイロオリンピック個人タイムトライアル優勝

モニュメントでは通算7勝を挙げていることに加え、2010年のロンド・ファン・フラーンデレンでの優勝以降は2012年のロンドで落車・骨折してDNFとなった以外は出走した12大会連続で3位以内に入る無類の強さを誇った。内訳は以下の通り。
2010年:ロンド・ファン・フラーンデレン 優勝・パリ〜ルーベ 優勝
2011年:ミラノ〜サンレモ 2位・ロンド・ファン・フラーンデレン 3位・パリ〜ルーベ 2位
2012年:ミラノ〜サンレモ 2位・ロンド・ファン・フラーンデレン DNF
2013年:ミラノ〜サンレモ 3位・ロンド・ファン・フラーンデレン 優勝・パリ〜ルーベ 優勝
2014年:ミラノ〜サンレモ 2位・ロンド・ファン・フラーンデレン 優勝・パリ〜ルーベ 3位
また、3位以内の記録が途切れた2015年のミラノ〜サンレモでは7位に入っている。これにより足掛け6年、完走した13大会連続で一桁フィニッシュを記録している。